# MOB1A
MOB1A (англ. MOB kinase activator 1A) – білок, який кодується однойменним геном, розташованим у людей на короткому плечі 2-ї хромосоми.  Довжина поліпептидного ланцюга білка становить 216 амінокислот, а молекулярна маса — 25 080.
| 10         |  | 20         |  | 30         |  | 40         |  | 50         |
| ---------- |  | ---------- |  | ---------- |  | ---------- |  | ---------- |
| MSFLFSSRSS |  | KTFKPKKNIP |  | EGSHQYELLK |  | HAEATLGSGN |  | LRQAVMLPEG |
| EDLNEWIAVN |  | TVDFFNQINM |  | LYGTITEFCT |  | EASCPVMSAG |  | PRYEYHWADG |
| TNIKKPIKCS |  | APKYIDYLMT |  | WVQDQLDDET |  | LFPSKIGVPF |  | PKNFMSVAKT |
| ILKRLFRVYA |  | HIYHQHFDSV |  | MQLQEEAHLN |  | TSFKHFIFFV |  | QEFNLIDRRE |
| LAPLQELIEK |  | LGSKDR     |  |            |  |            |  |            |

A: Аланін

C: Цистеїн

D: Аспарагінова кислота

E: Глутамінова кислота

F: Фенілаланін

G: Гліцин

H: Гістидин

I: Ізолейцин

K: Лізин

L: Лейцин

M: Метіонін

N: Аспарагін

P: Пролін

Q: Глутамін

R: Аргінін

S: Серин

T: Треонін

V: Валін

W: Триптофан

Кодований геном білок за функцією належить до фосфопротеїнів. 
Задіяний у таких біологічних процесах як ацетиляція, альтернативний сплайсинг. 
Білок має сайт для зв'язування з іонами металів, іоном цинку. 